# Ostenhellweg
Der Ostenhellweg ist zusammen mit dem Westenhellweg die zentrale Einkaufsstraße in der Dortmunder Innenstadt. Er orientiert sich am Verlauf der alten Handelsstraße Hellweg und markiert deren östlichen Verlauf innerhalb der historischen Wallanlagen der Hansestadt Dortmund. 
Der Ostenhellweg beginnt zwischen der Reinoldikirche und dem Herbrecht’schen Haus (mit dem Schmuckgeschäft Wempe im Parterre; Baujahr 1906) an der Kreuzung von Hellweg und Brückstraße. Er führt dann 400 Meter nach Osten zum Wall. Seine Fortsetzung findet der Ostenhellweg außerhalb des Wallrings in der Kaiserstraße.
Der Einzelhandel auf dem Ostenhellweg ist geprägt durch kleinere Läden. Nur Strauss Innovation und C&A unterhalten hier größere Kaufhäuser. Auch das Pressehaus der Westfälischen Rundschau lag an der Straße.
Die Passantenfluktuation auf der Einkaufsstraße ist weniger hoch als auf dem Westenhellweg.

## Reinoldiinsel
Bis 1906 befand sich zwischen Ostenhellweg und Reinoldikirche eine Häuserzeile, die so genannte Reinoldiinsel. Ihr Gegenstück, die Friedhofsinsel, befand sich bis 1929 unmittelbar nördlich der Reinoldikirche. In Richtung Osten reichte die Reinoldiinsel bis zum Vehoff-Haus (Ostenhellweg 5). Erst durch ihren Abriss entstand der heutige Platz zwischen Reinoldi- und Marienkirche. Das westlichste Gebäude der Reinoldiinsel an der Ecke zur Brückstraße war das mittelalterliche Richthaus, Sitz des hohen Blutgerichts. Es wurde 1875  zusammen mit seinen beiden schmalen Nachbargebäuden abgerissen und durch ein Geschäftshaus ersetzt.

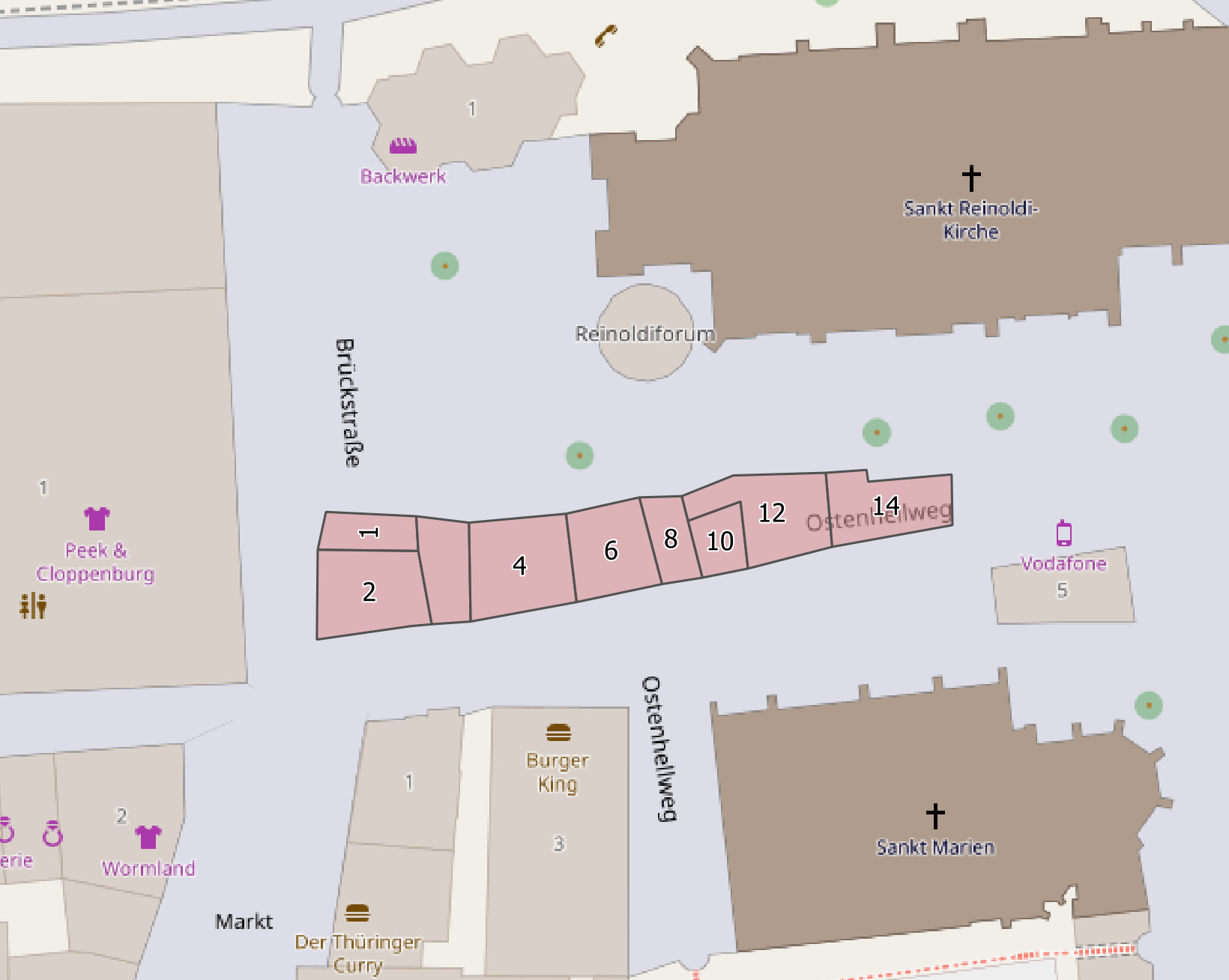
Lage der Reinoldiinsel im heutigen Stadtbild. Das Richthaus hatte die Hausnummer 2 am Ostenhellweg.
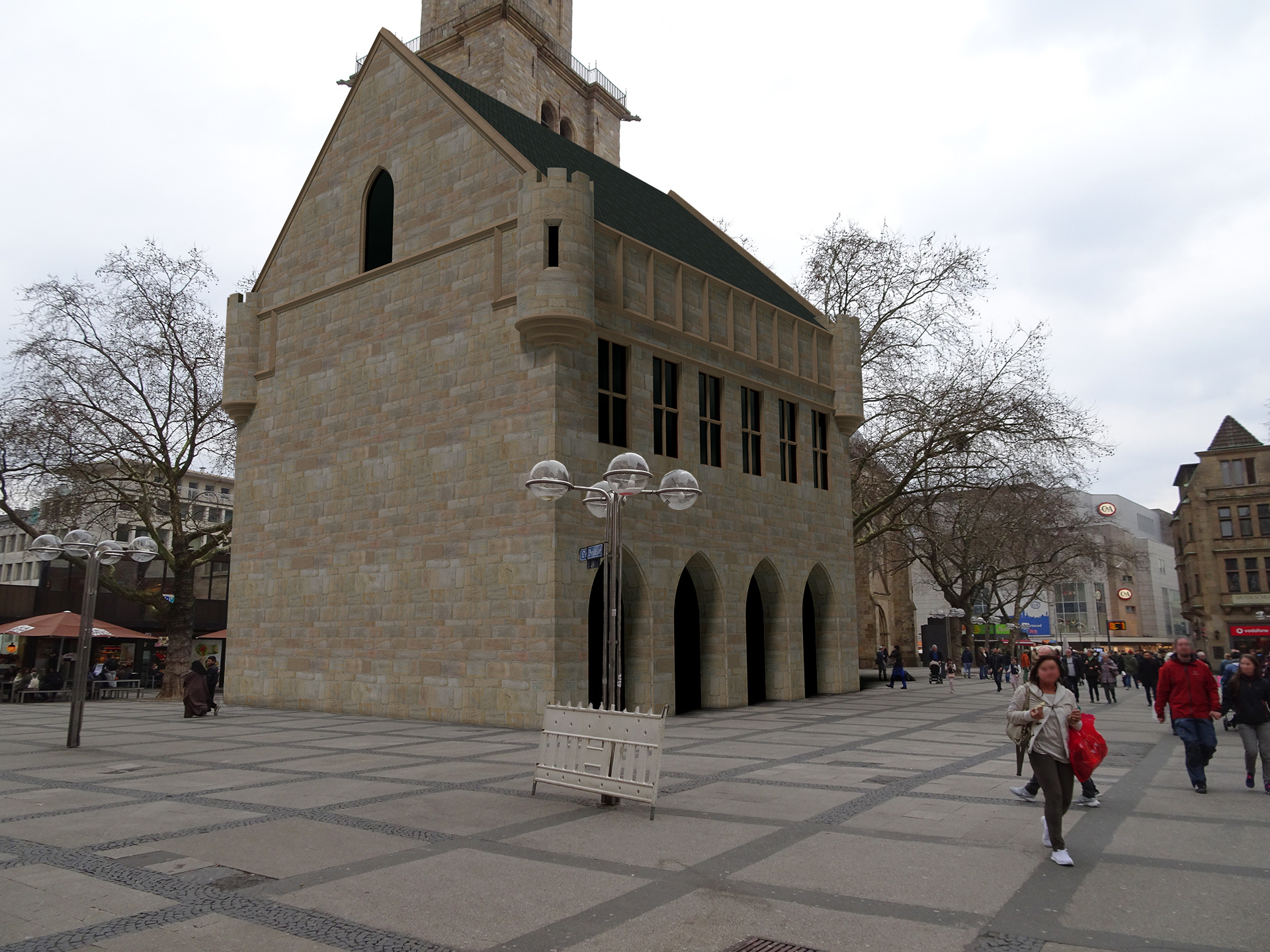
Das 1875 abgerissene mittelalterliche Richthaus, Kopfbau der Reinoldiinsel, im heutigen Stadtbild. Rekonstruktion nach Vorlage von Eberhard G. Neumann.
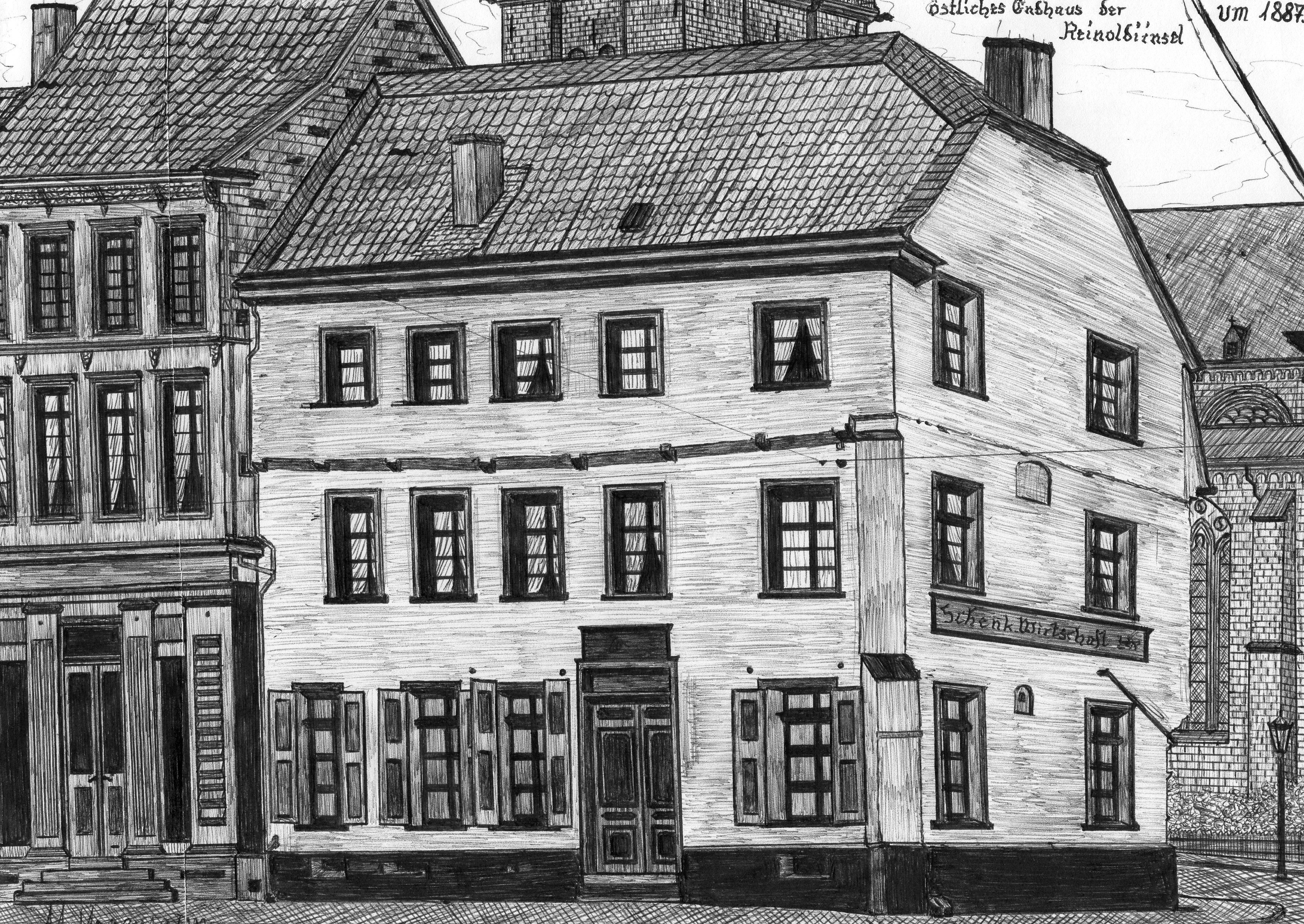
Das östliche Endhaus der Reinoldiinsel mit dem Ostenhellweg vorne und der Reinoldikirche im Hintergrund

## Galerie

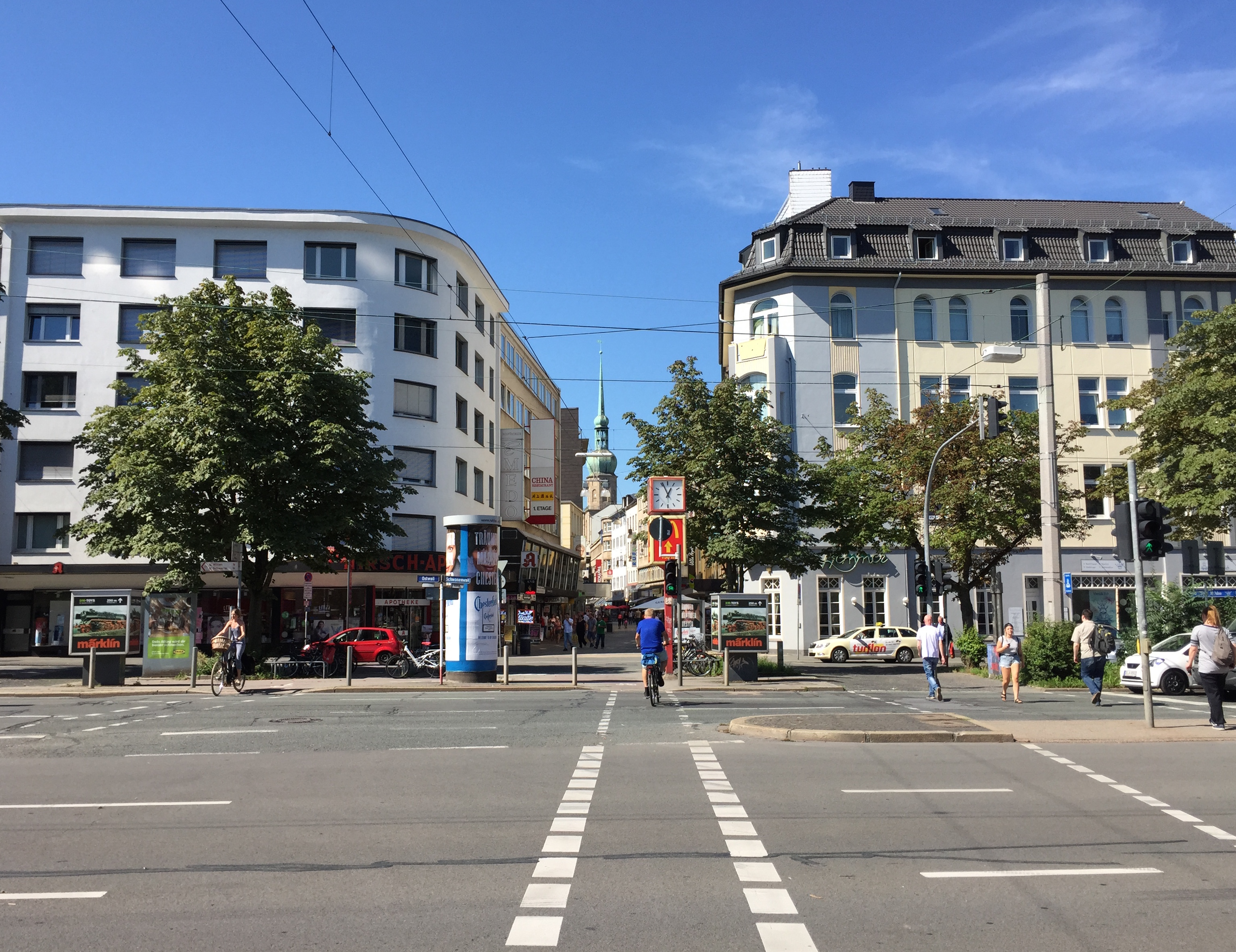
Fußgängerzone im Jahre 2015
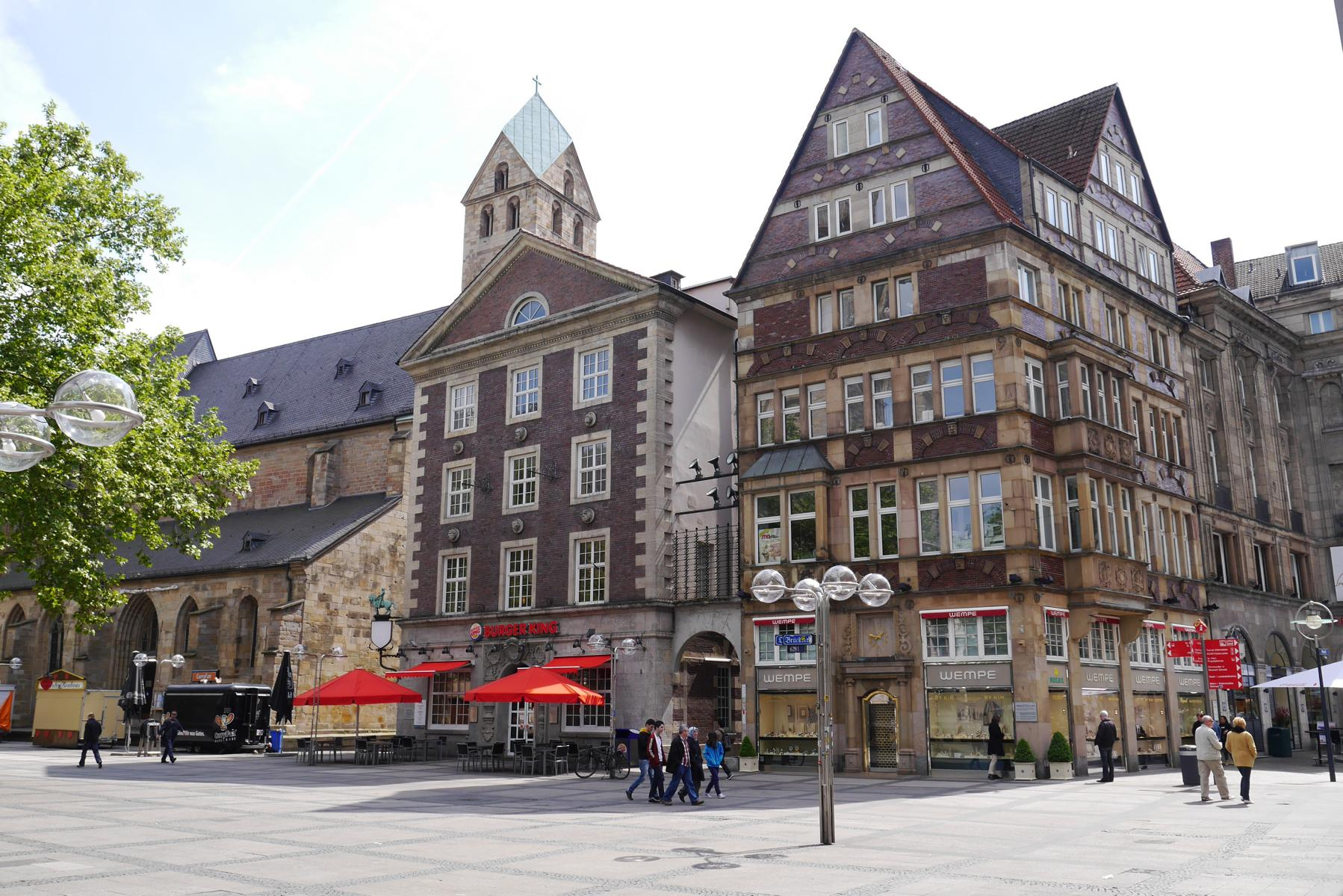
Bekannte Häuserzeile am Anfang des Ostenhellweg
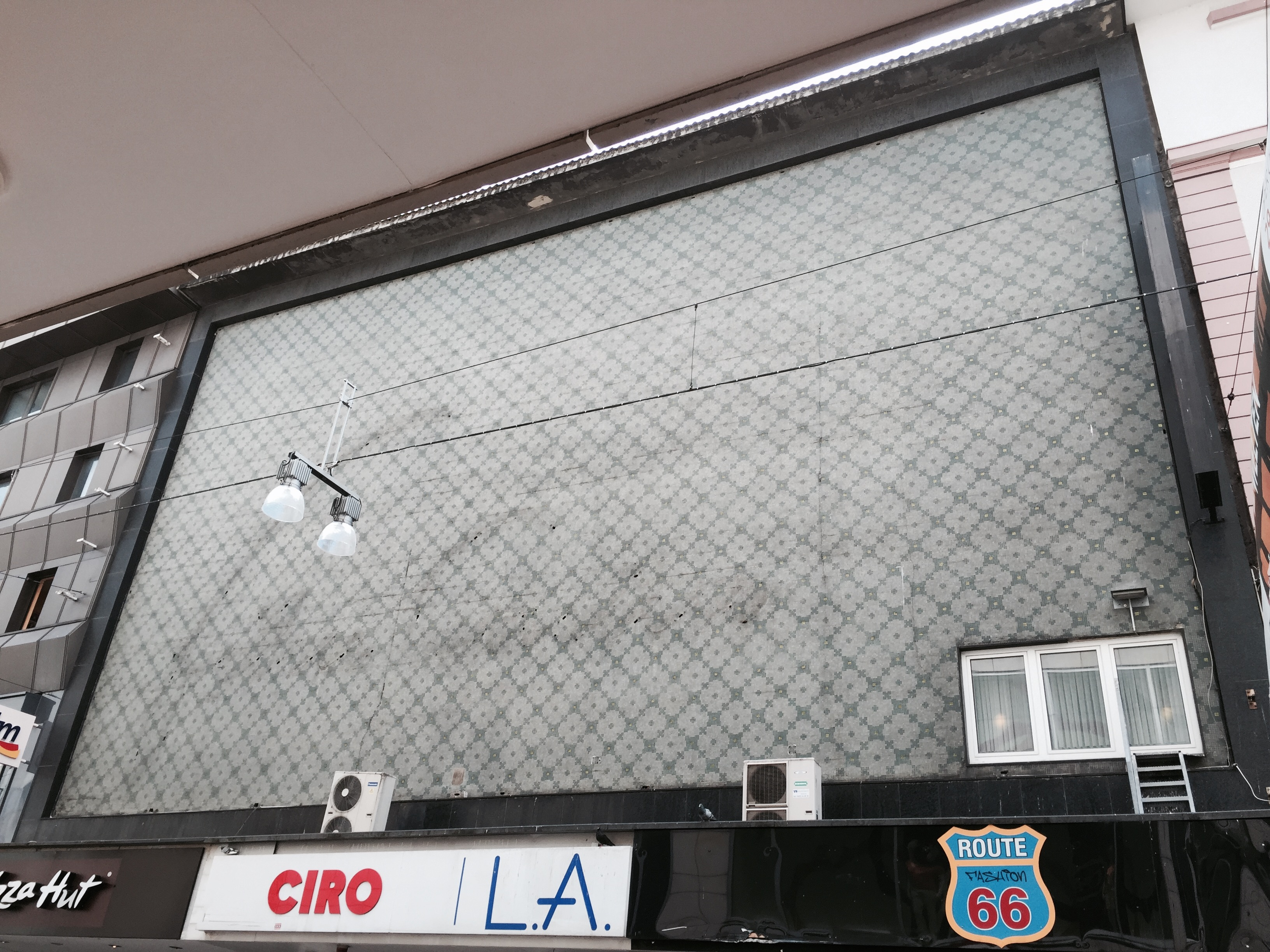
Film Casino aus den 1950er Jahren
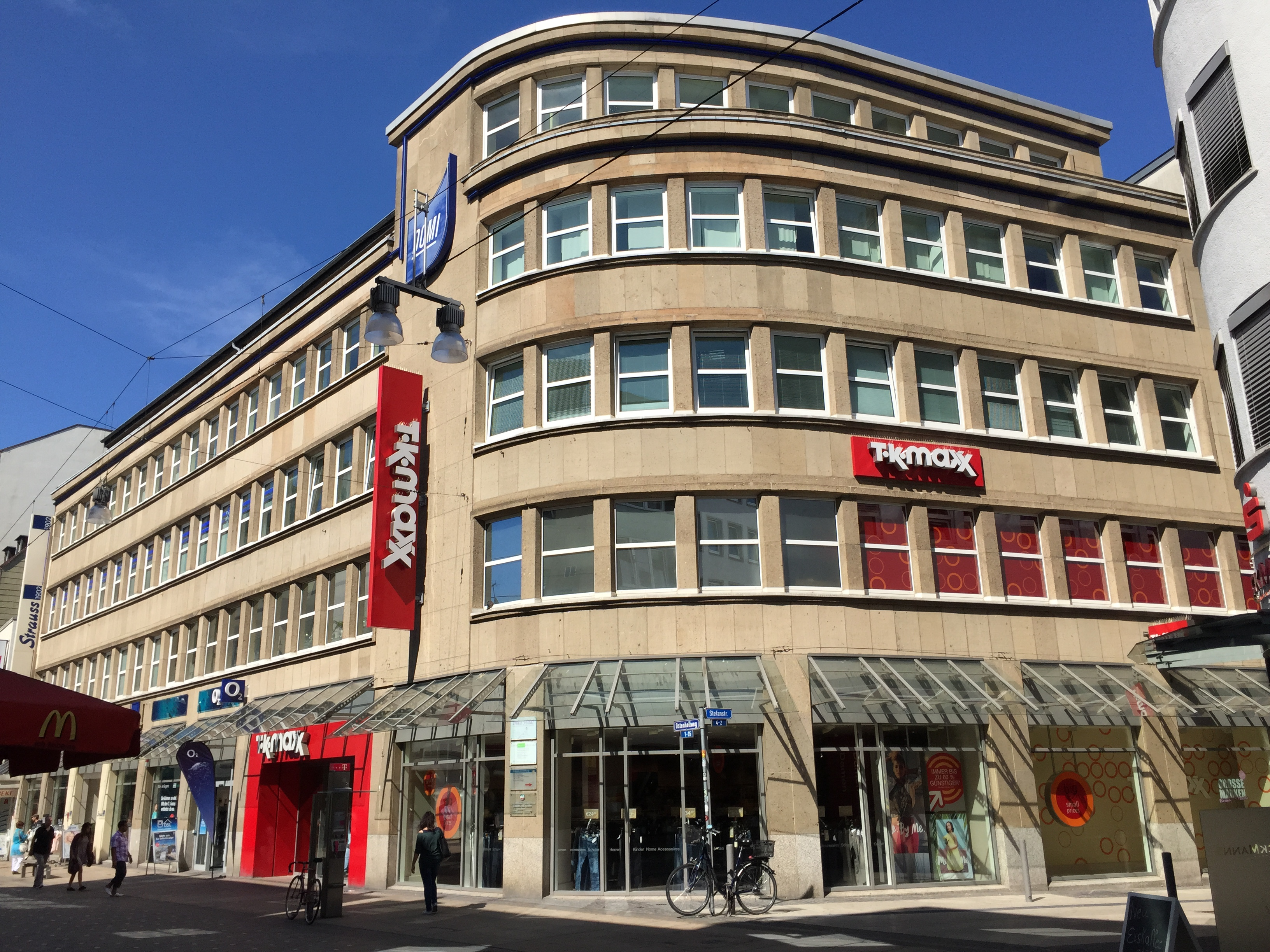
Historisches C&A-Gebäude an der Ecke Stefanstraße errichtet 1928–29 nach Plänen von Sepp Kaiser
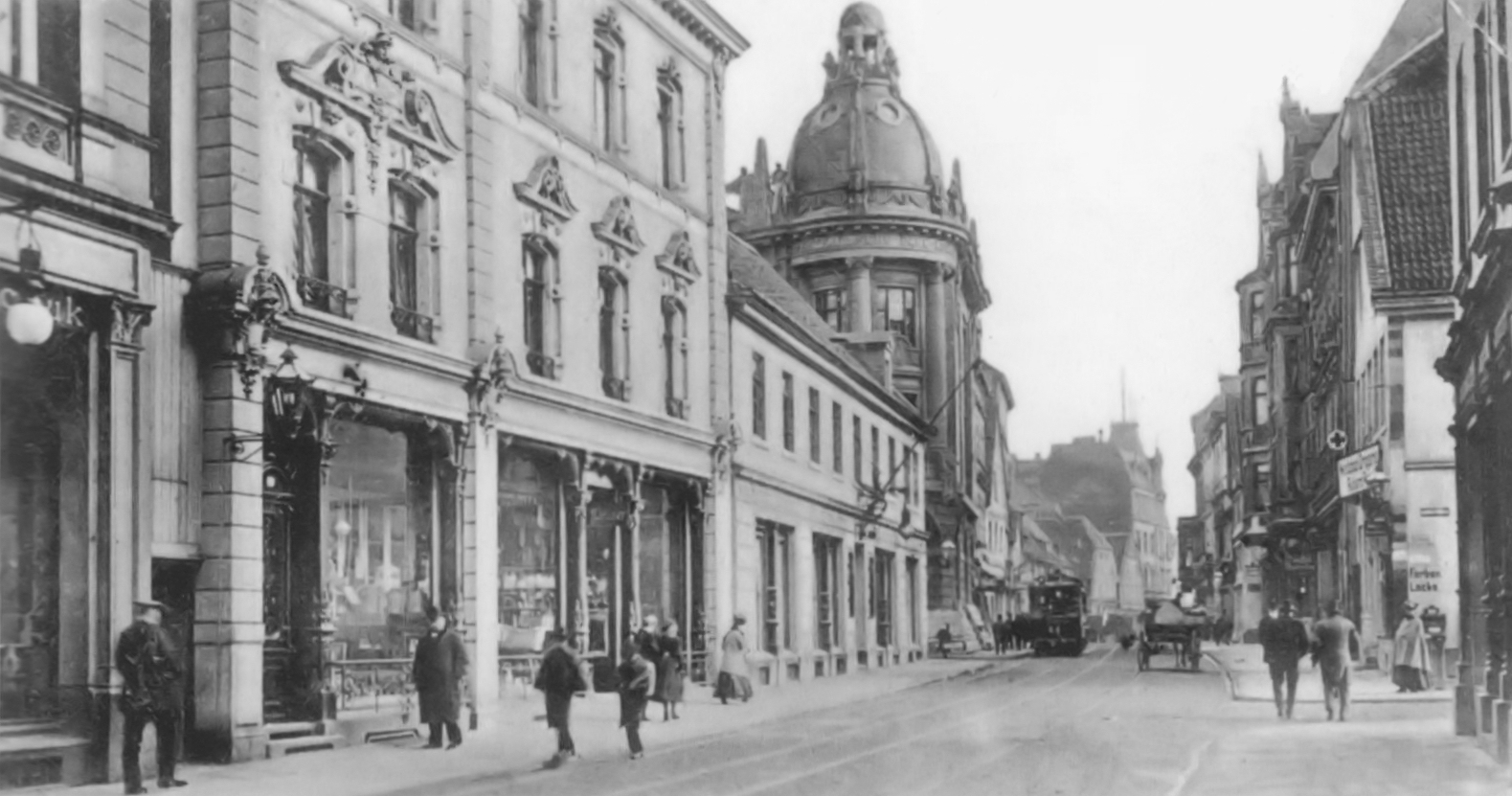
Der Ostenhellweg im Jahr 1904, noch mit Straßenbahn

Koordinaten: 51° 30′ 51,8″ N, 7° 28′ 11,6″ O